# Oxyopes shweta
Espèce
Oxyopes shweta est une espèce d'araignées aranéomorphes de la famille des Oxyopidae.

## Distribution
Cette espèce se rencontre en Inde, au Pakistan et en Chine.

## Habitat
Oxyopes shweta se rencontre dans les herbes et les petits buissons.

## Description

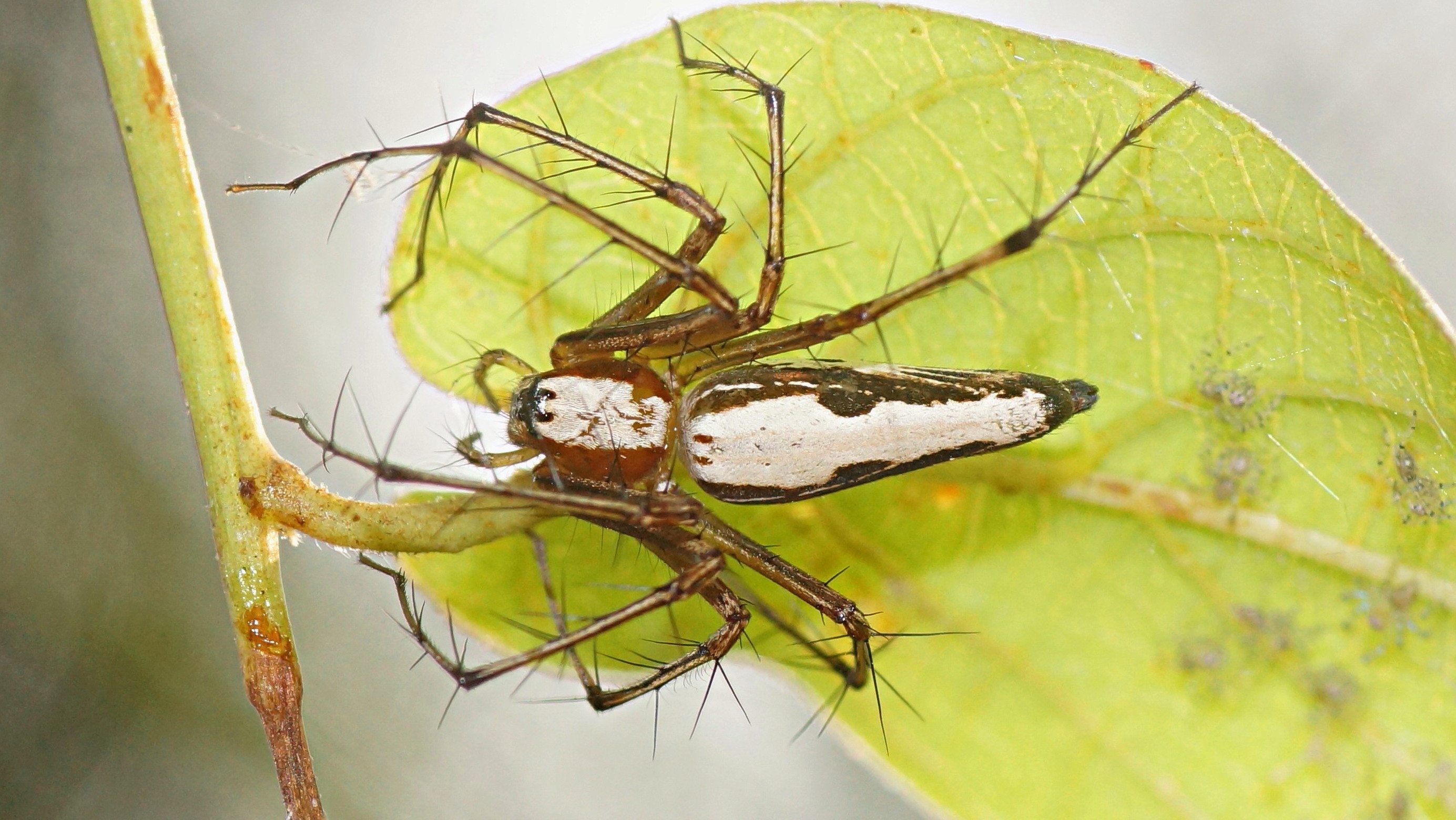
Oxyopes shweta

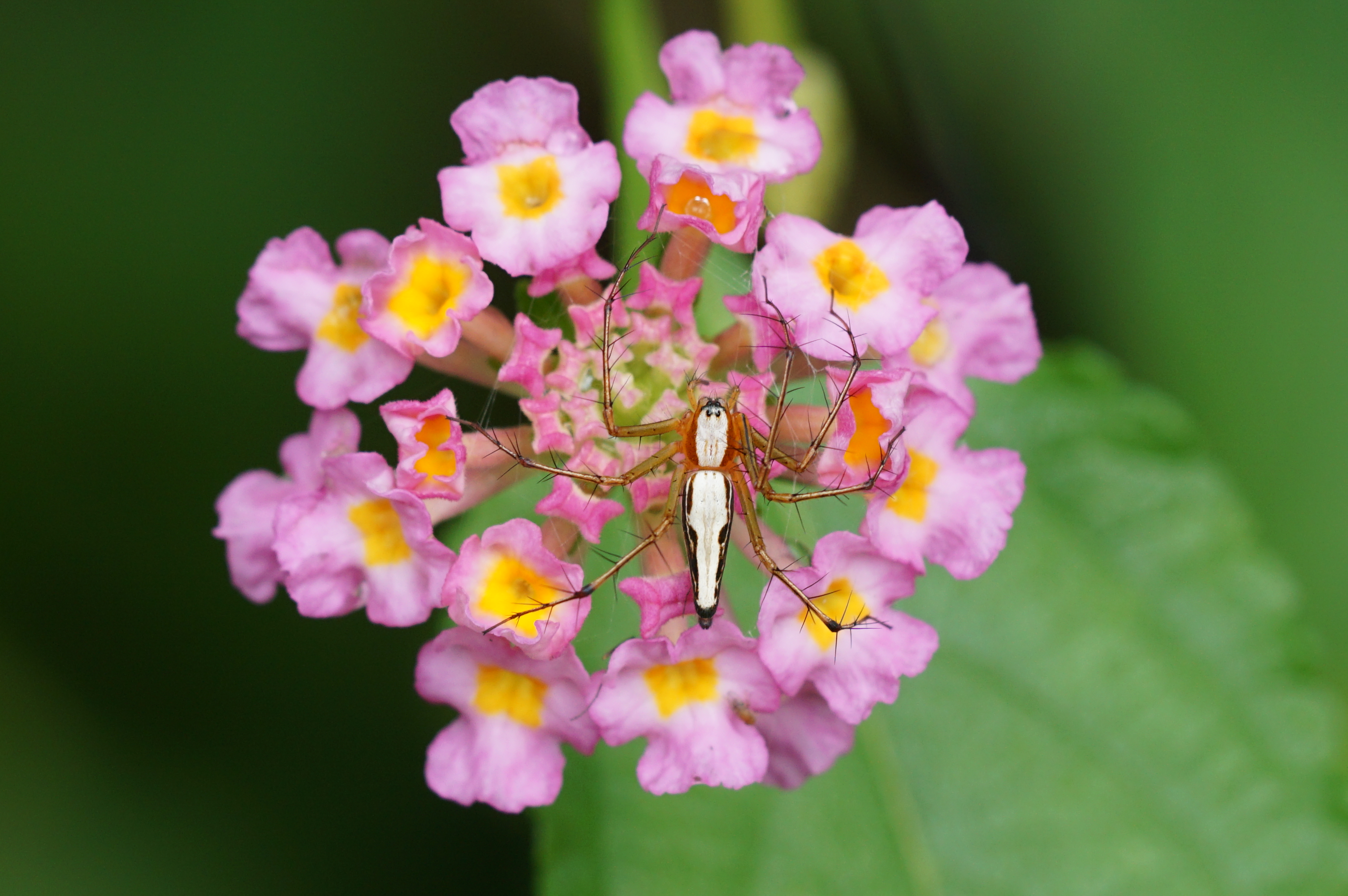
Oxyopes shweta

La femelle holotype mesure 12,00 mm.
Les mâles mesurent de 5 à 7 mm et les femelles de 7 à 9 mm.
Le céphalothorax, verdâtre, de forme circulaire, plus long que large, est couvert de poils blancs. Le centre du thorax présente une fovéa marquée. La région oculaire, blanchâtre, est traversée par deux lignes noires longitudinales qui touchent les yeux médians postérieurs et antérieurs et qui se poursuivent jusqu'au clypeus et aux chélicères. La rangée d'yeux postérieurs est fortement pro-curvée et la rangée antérieure est fortement recourbée. La partie céphalique latérale et le clypeus présentent une fine ligne noire de chaque côté.
Les pattes, verdâtres, sont longues et fortes, et couvertes d'épines. La surface retro-latérale des fémurs des pattes I et IV présente une ligne noire. Les tarses des palpes sont noirâtre.
L'abdomen est plus long que large se rétrécissant vers l'arrière. La région dorsale centrale est marron bordée de chaque côté par deux bandes blanches latérales. Les côtés de l'abdomen présentent également deux fines lignes blanches.

## Comportement

### Prédation et alimentation

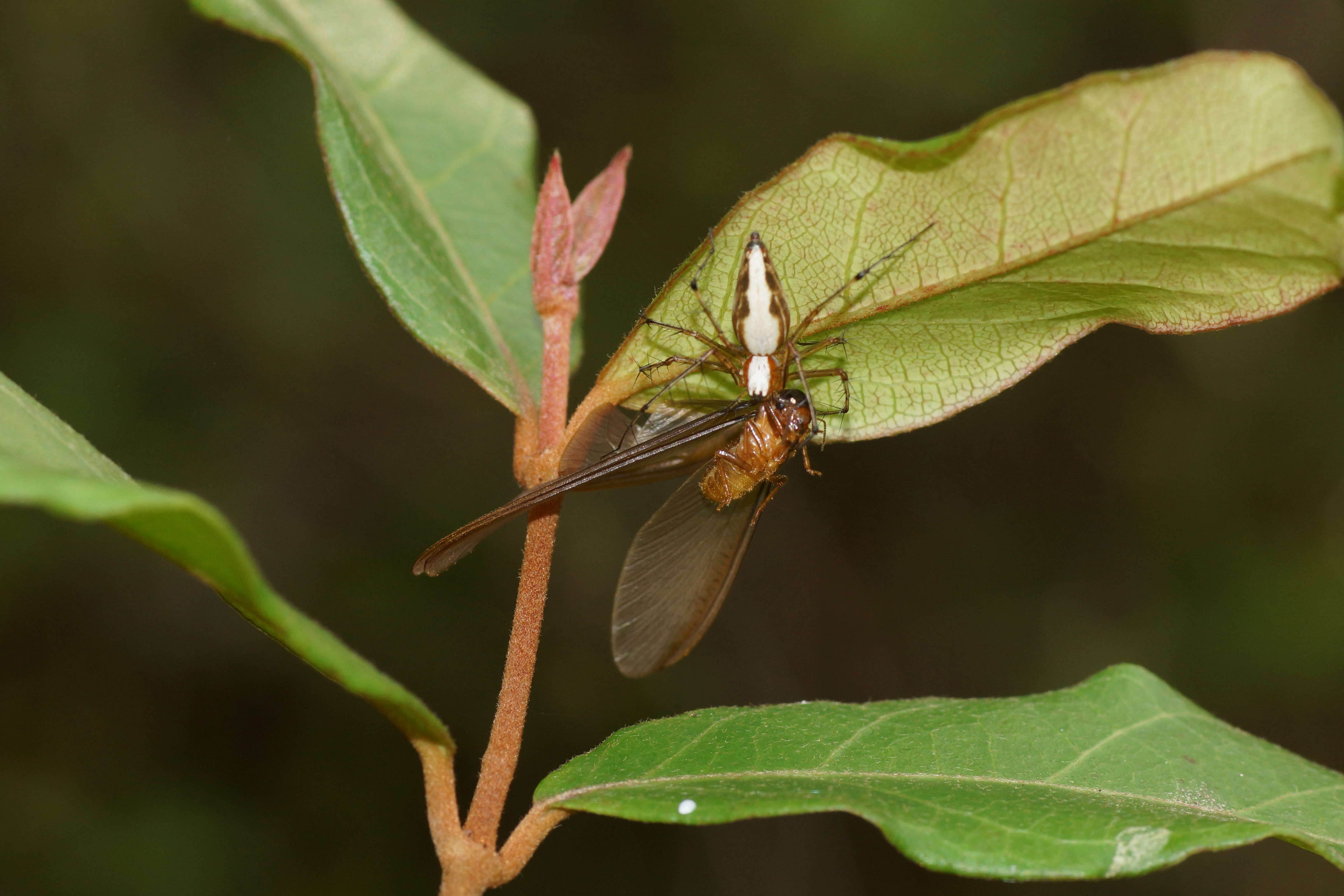
Oxyopes shweta capturant un insecte

Oxyopes shweta est une araignée qui chasse dans le feuillage. Elle est un prédateur des larves de lépidoptères comme Spodoptera litura mais s'attaque plus généralement aux diptères, lépidoptères, hémiptères et orthoptères.

### Cycle de vie

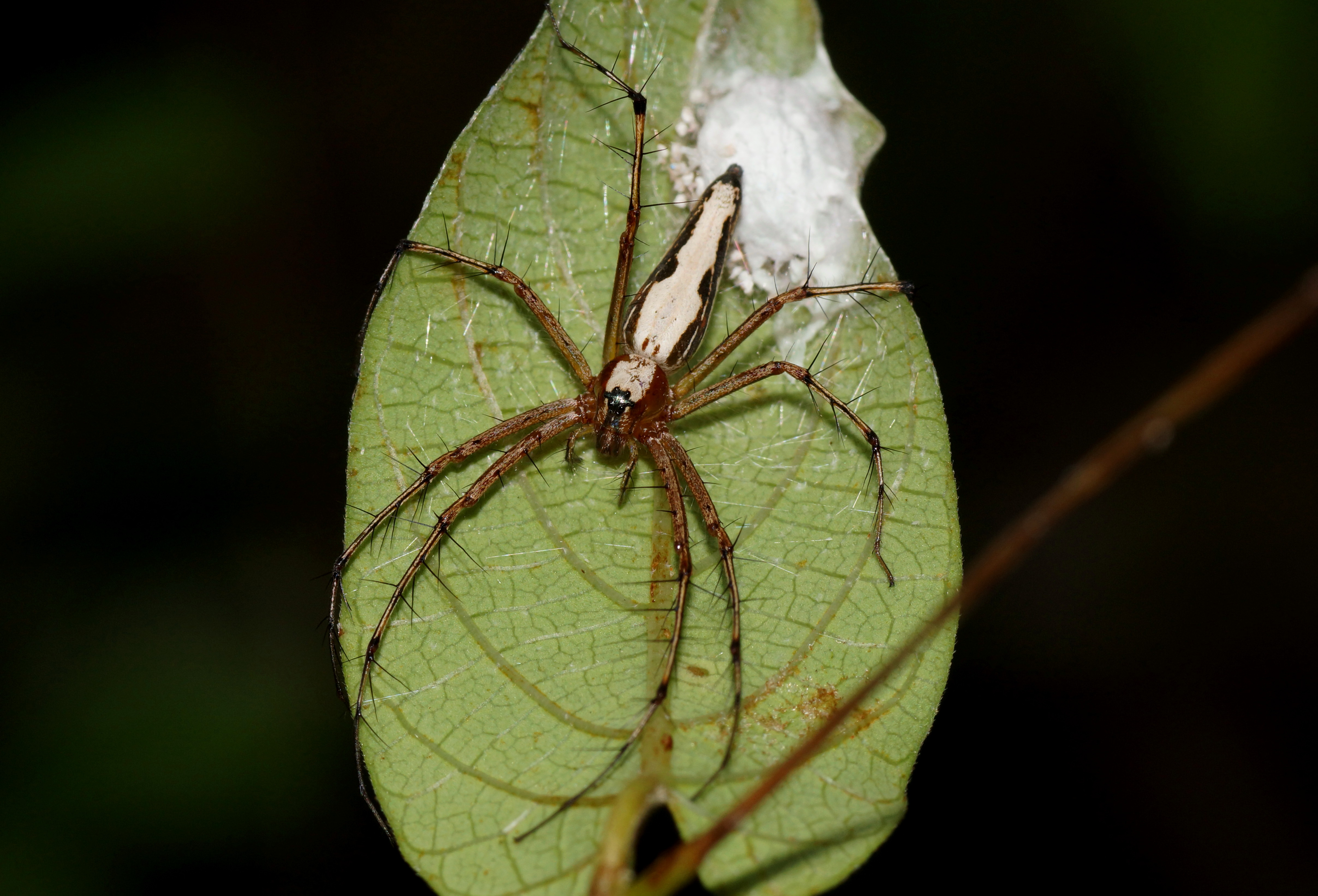
Oxyopes shweta avec son cocon
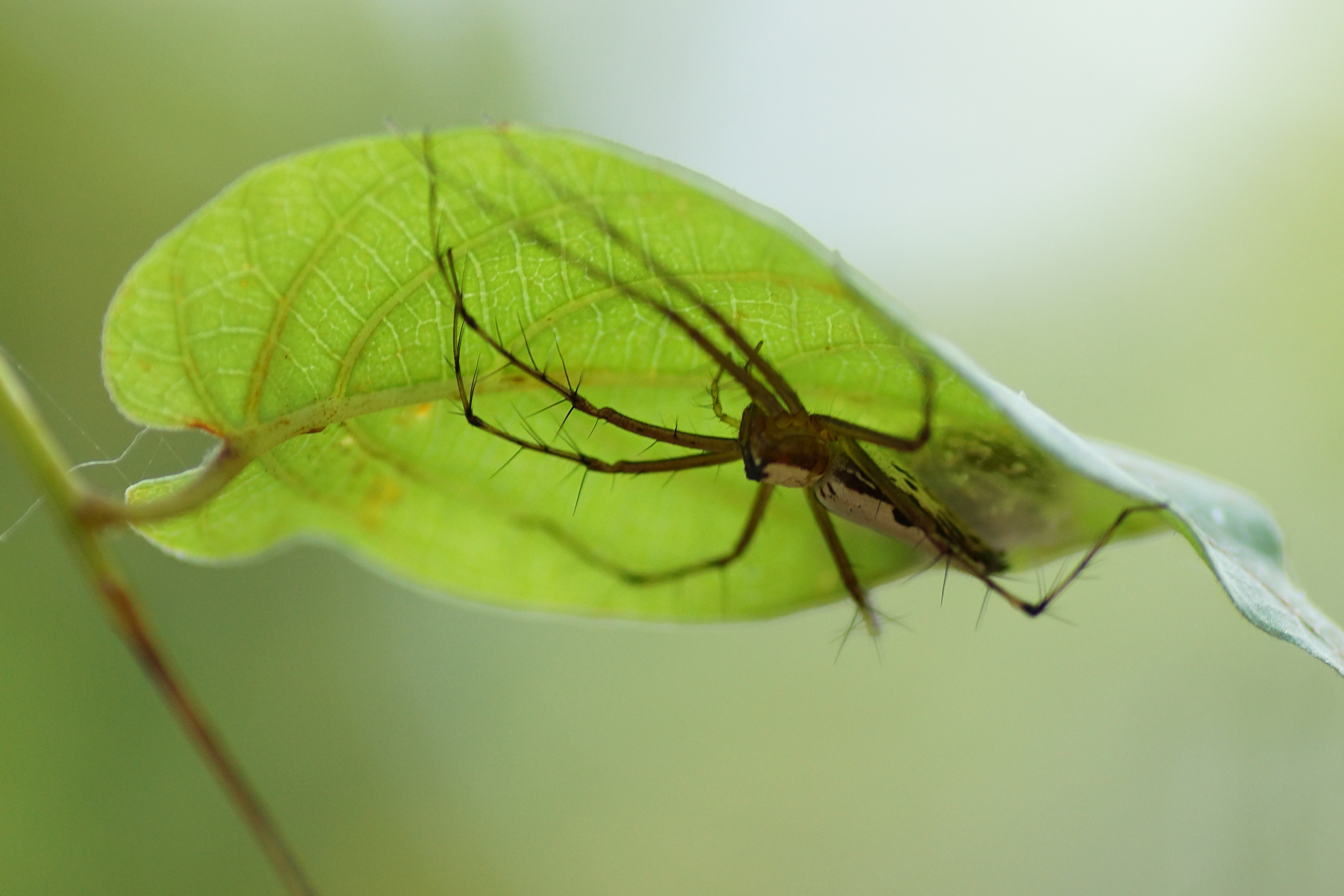
Oxyopes shweta avec des œufs sous une feuille

## Espèce similaire
Oxyopes shweta est similaire à Oxyopes sikkimensis.

## Publication originale
- Tikader, 1970 : Spider fauna of Sikkim. Records of the Zoological Survey of India, vol. 64, p. 1-83.